# Salza Irpina
Salza Irpina – miejscowość i gmina we Włoszech, w regionie Kampania, w prowincji Avellino.
Według danych na 1 stycznia 2022 roku gminę zamieszkiwało 721 osób (358 mężczyzn i 363 kobiety).